# Ende-Lio jezici
Ende-Lio jezici, podskupina Bima-Sumbanskih jezika, malajsko-polinezijska porodica, koji su rašireni po Malim sundskim otocima (Nusa Tenggara), Flores, Indonezija.
Podskupina dobiva ime po jezicima ende i li’o. Predstavnici su: ende ili endeh [end], 87.000 (Wurm and Hattori 1981) na Malim Sundima, južni Flores; ke’o [xxk], 40.000 (2001 L. Baird), južni Flores; li’o ili aku [ljl], 130.000 (Wurm and Hattori 1981), centralni Flores; nage [nxe], 50.000 (Forth 1993).

## Vanjske poveznice
- Ethnologue (14th)
- Ethnologue (15th)